# Canal (metrostation)
Canal is een metrostation in het stadsdeel Chamberí van de Spaanse hoofdstad Madrid dat werd geopend op 16 oktober 1998. De naam verwijst naar het Madrileense drinkwaterbedrijf Canal Isabel II dat een vestiging ten noordoosten van het station heeft. 

## Geschiedenis
Op 10 september 1929 werd lijn 2 onder de Calle Bravo Murillo doorgetrokken van Quevedo naar Cuatro Caminos zonder stations onderweg. In 1973 werd begonnen met de aanleg van lijn 7 door de, toen nog deels in aanbouw zijnde, woonwijken aan de oostkant van de stad. Vanaf 1975 was Avenida de América het westelijke eindpunt van deze lijn.  In de regeerperiode 1995-1999 kreeg deze lijn alsnog stations in de binnenstad toen ze werd doorgetrokken naar het noorden via de wijk Chamberí. Het punt waar deze verlenging lijn 2 zou kruisen werd een overstappunt tussen beide lijnen. Hiertoe werd station Canal ingevoegd in lijn 2 en kreeg lijn 7 eveneens perrons in het nieuwe station. Vanaf de opening op 16 oktober 1998 was het station tot 12 februari 1999 het westelijke eindpunt van lijn 7.  

Station en metrolijnen rond Canal
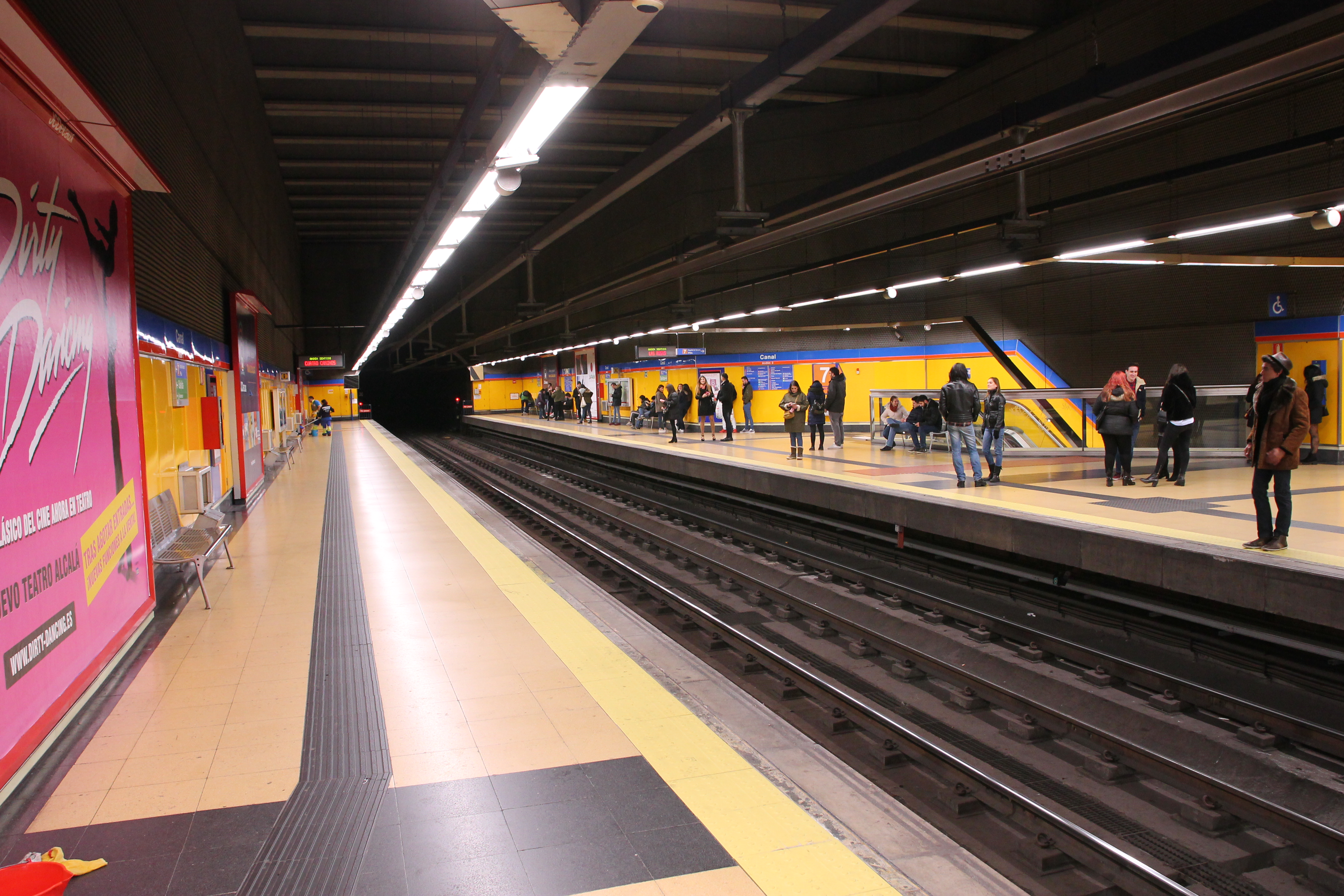
Sporen en perrons van lijn 2

## Ligging en inrichting
De toegangen liggen aan weerszijden van de Calle Bravo Murillo aan de zuidkant van het kruispunt met de Calle José Abascal / Calle Cea Bermudez. De westelijke toegang ligt naast de Teatros del Canal en beschikt ook over een lift. De stationshal ligt onder het kruispunt op niveau -1 boven de tunnel uit 1929 op niveau -2. Het perron van lijn 2 voor de metro's naar het zuiden is rechtstreeks met roltrappen en een lift verbonden met de stationshal. 
Het perron voor de andere richting heeft aan de westkant een vaste trap geflankeerd door roltrappen als verbinding met de overstapverdieping op niveau -3. De overstapverdieping is via een reizigerstunnel onder de tunnel uit 1929 verbonden met het perron voor metro's naar het zuiden op lijn 2. Op niveau -4 ligt een brug over de sporen van lijn 7, deze is met een vaste trap geflankeerd door roltrappen verbonden met de overstapverdieping en aan de andere kant zijn de perrons op niveau -5, langs lijn 7, verbonden met deze brug.  In het station is een kiosk van bibliometro waar reizigers boeken kunnen lenen net als bij een bibliotheek.

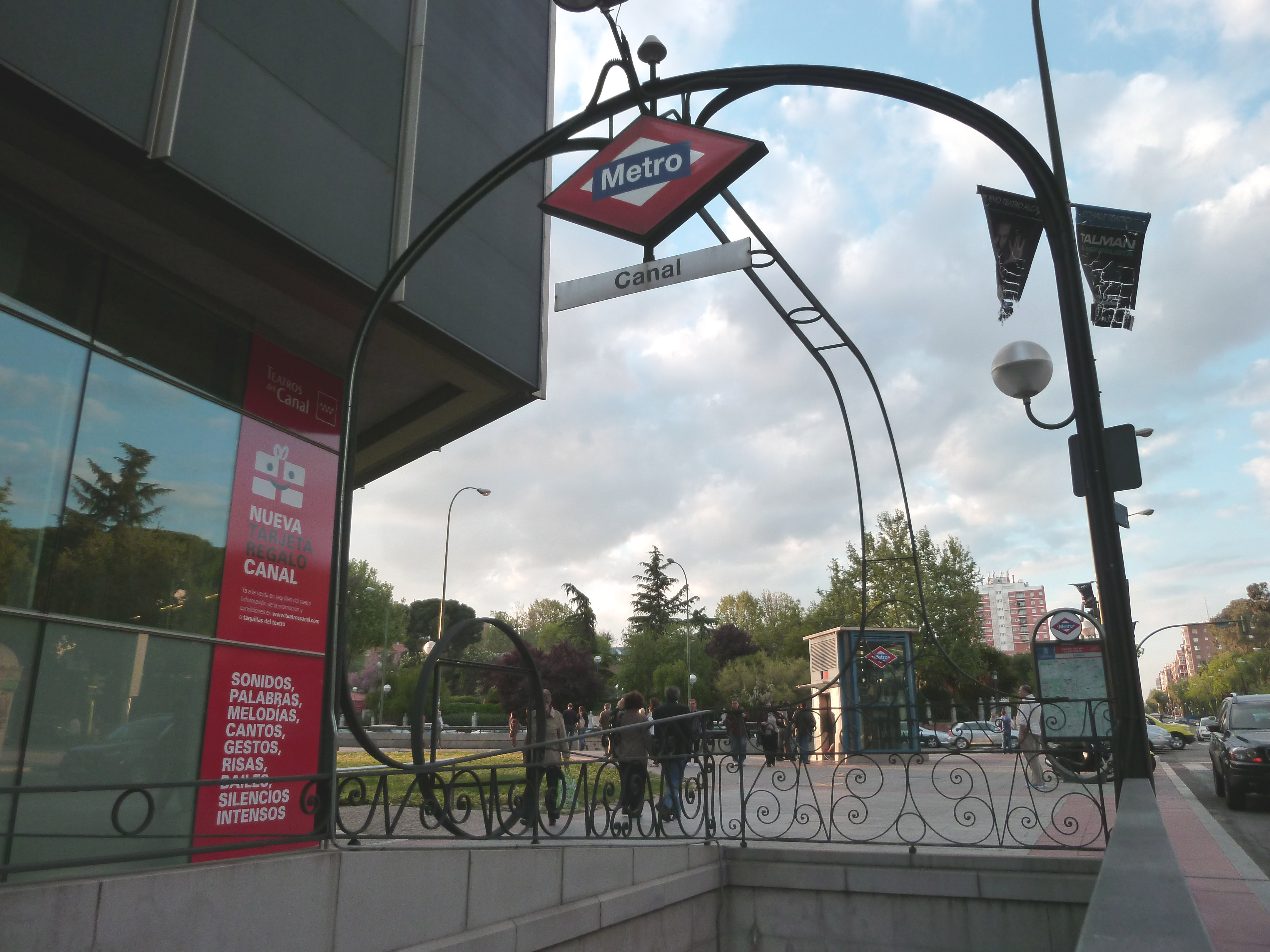
De westelijke toegang naast het theater
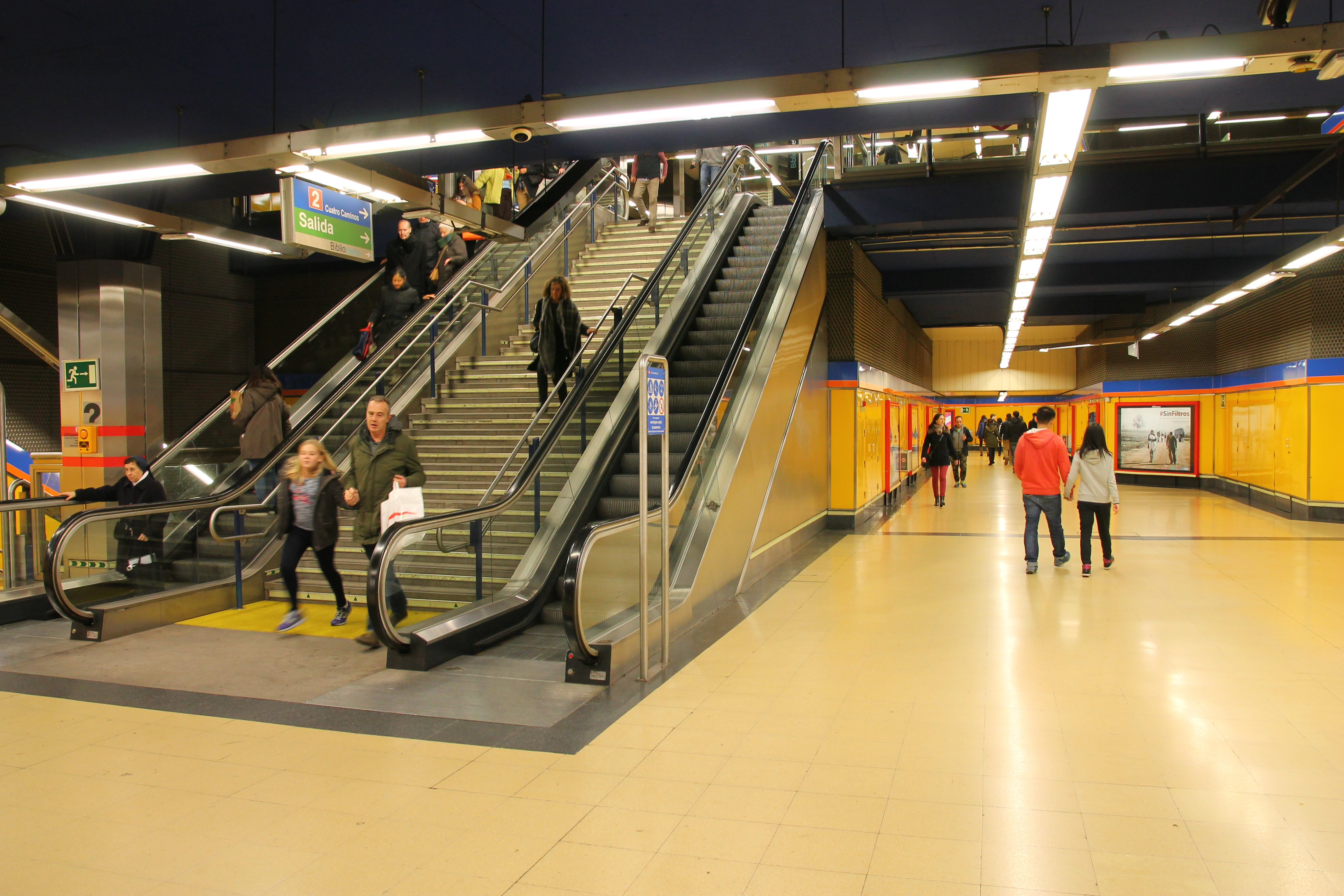
De overstapverdieping
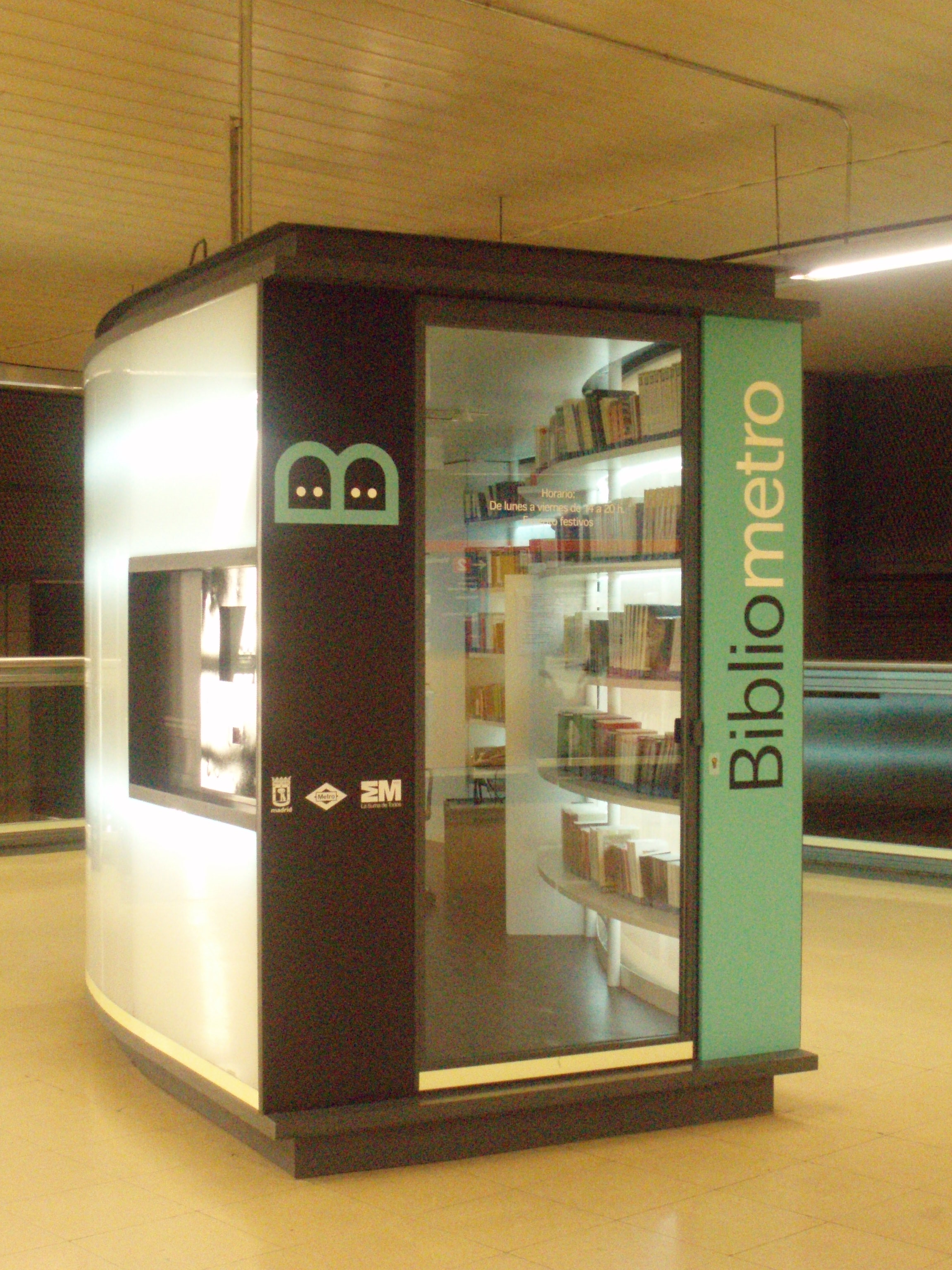
De kiosk van Bibliometro